# Fushizen na Girl/Natural ni Koishite
Fushizen na Girl/Natural ni Koishite is een single van de Japanse groep Perfume en afkomstig van hun derde studioalbum, JPN (2011).
De single verscheen op 14 april 2010 en werd geschreven en gecomponeerd door Yasutaka Nakata. Het is een dubbele-A-kantsingle.

## Nummers
| Nr. | Titel                              | Duur |
| --- | ---------------------------------- | ---- |
| 1.  | Fushizen na Girl                   |      |
| 2.  | Naturak ni Koishite                |      |
| 3.  | Fushizen na Girl (instrumental)    |      |
| 4.  | Naturak ni Koishite (instrumental) |      |

## Artiesten en medewerkers
- Ayano Ōmoto (Nochi) - zang
- Yuka Kashino (Kashiyuka) - zang
- Ayaka Nishiwaki (A~chan) - zang
- Yasutaka Nakata - compositie en productie